# Luzarches
 Luzarches  es una población y comuna francesa, en la región de Isla de Francia, departamento de Valle del Oise, en el distrito de Sarcelles y cantón de Luzarches.

## Demografía
| 1753 | 2036 | 2484 | 2559 | 3371 | 3899 |
| Para los censos de 1962 a 1999 la población legal corresponde a la población sin duplicidades (Fuente: INSEE [Consultar]) |      |      |      |      |      |